# Glockenweihe

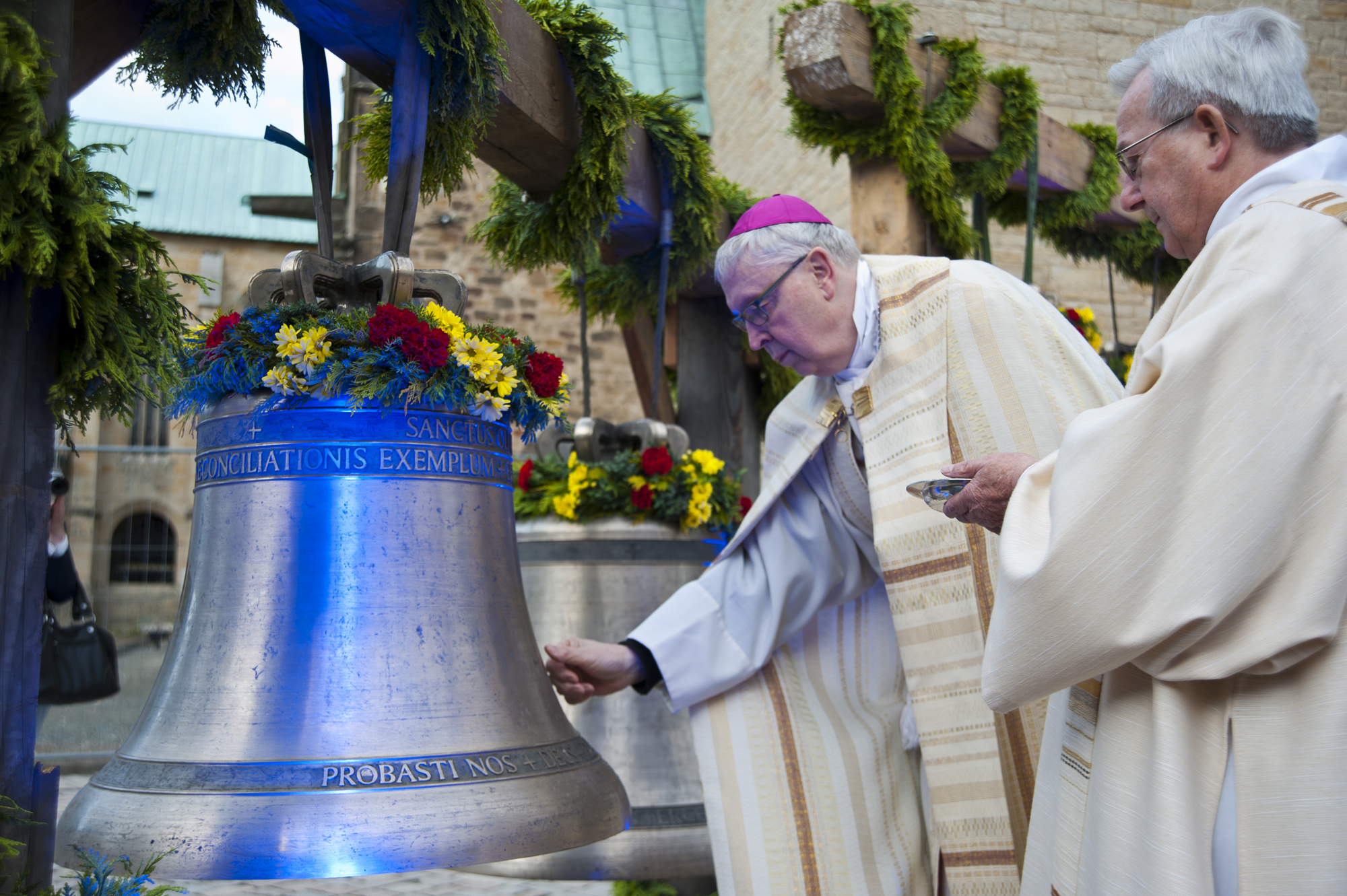
Glockenweihe am Hildesheimer Dom 2014: Bischof Norbert Trelle salbt die neue Glocke mit Chrisam

Eine Glockenweihe (Ordo benedictionis campanae) wird in der römisch-katholischen Kirche dem Neuguss einer oder mehrerer Kirchenglocken oder nach der Fertigstellung einer Kirche vorgenommen. Eine solche Segnung („Benediktion“) der Glocke erfolgt durch den Bischof, den Pfarrer oder den Kirchenrektor.
Das Benediktionale für das deutsche Sprachgebiet (1978) enthält Segnungen für den Glockenguss und die Glockenweihe, die heutige, für die ganze Römisch-katholische Kirche gültige Ordnung für die Glockenweihe trat 1984 in Kraft. 
Segnungen von Gegenständen wie Glocken gelten als Sakramentalien, als rituell-symbolische Handlungen und Zeremonien, die geistliche Wirkungen bezeichnen. Mit der Segnung („Benediktion“) wird die Glocke für den Gottesdienst bestimmt: Sie zeigt den Beginn des Gottesdienstes an und ruft die Gemeinde zusammen; sie erklingt bei Taufen, Eheschließungen und bei Tod und Begräbnis. Auch fordert Glockengeläut zu privatem Gebet auf, etwa als Angelusläuten.
Mit dem Inkrafttreten der neuen Ordnung entfiel die Widmung der Glocke an einen Heiligen (In honorem sancti N. ‚zu Ehren des heiligen N.‘), volkstümlich nicht selten als „Glockentaufe“ bezeichnet.

## Ablauf
Die Segnung einer Glocke erfolgt in der Regel in einer Wort-Gottes-Feier und hat folgenden Ablauf:
- Liturgische Eröffnung mit Gesang oder Musik
- Oration, eventuell mit vorhergehenden Kyrie-Rufen
- Lesung, für die mehrere Texte aus der Bibel zur Verfügung stehen, etwa Offb 19,5–9 EU, Num 10,1–10 EU oder Mt 3,1–11 EU
- Antwortgesang: Psalm 150 mit Gloria Patri
- Ansprache
- Anrufungen und Segensgebet
- Besprengung der Glocke durch den Zelebranten mit Weihwasser, Inzens mit Weihrauch und (fakultativ sowie deutschsprachiges Sondergut) eine Salbung an vier Stellen mit Chrisam
- Anschlagen der Glocke (falls möglich), Loblied der Gemeinde
- Fürbitten
- Segen der Gemeinde und Entlassung

Oration und Gebete können gesprochen oder gesungen werden.